# انگنگ پینگ

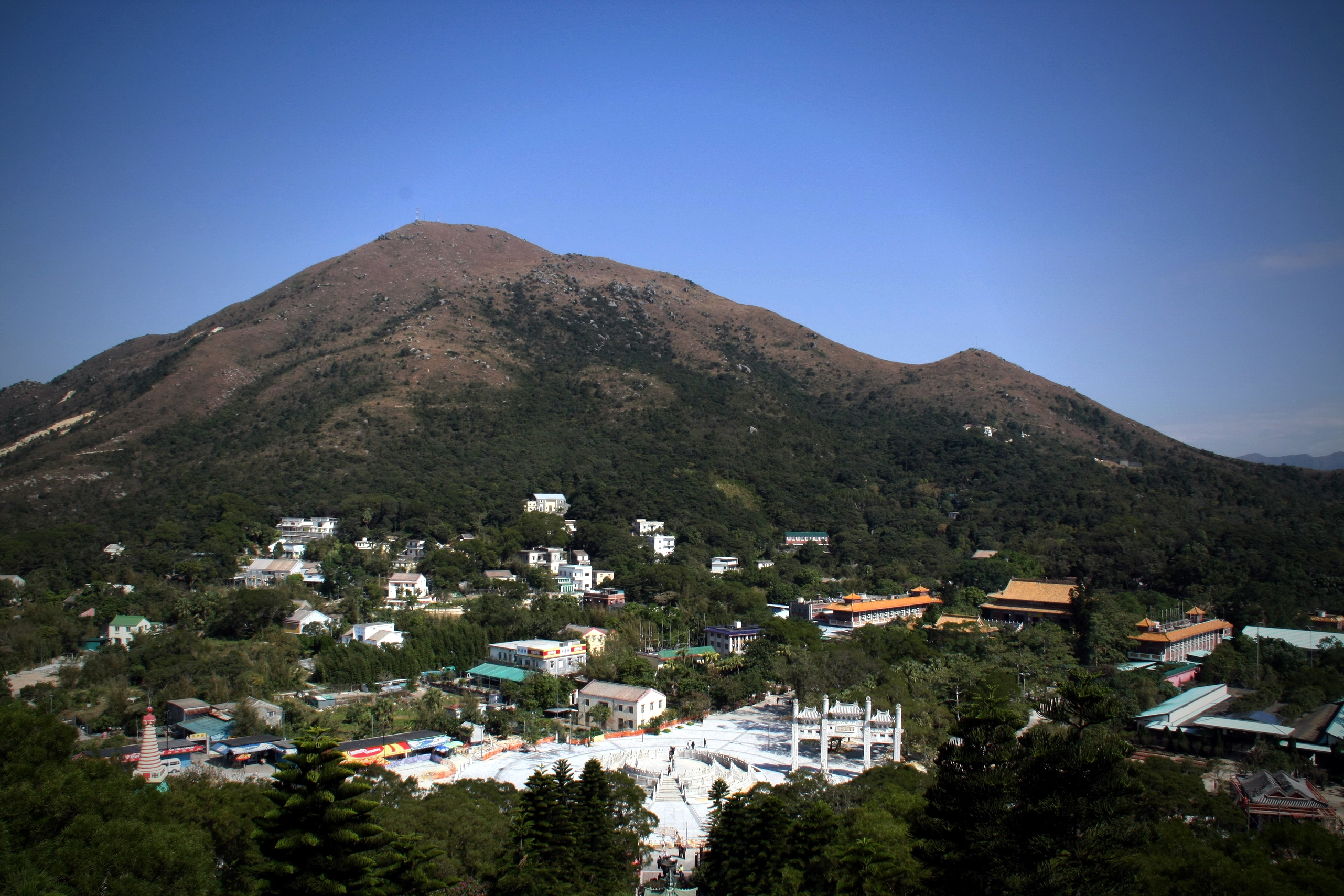
بلندی‌های اِنگُنگ پینگ

اِنگُنگ پینگ (به چینی: 昂坪) نام بلندی‌هایی در غرب جزیره لانتانو در هنگ کنگ است که بودای تیان تن در آن قرار دارد. ارتقا این بلندی‌ها ۳۴ متر است. این تپه و تپه‌های پیرامون از جاذبه‌های گردشگری چین اند.